# 東京バプテスト教会
東京バプテスト教会（とうきょうバプテストきょうかい）は、東京渋谷区にある国際的なプロテスタントのキリスト教会

## 概要
東京都渋谷区にメインの場所があり、マルティサイトが埼玉県三郷市と東京都立川市にある。
週に5回（土曜日1回 7:00pm、日曜日4回 9:00am、11:00am、3:00pm、5:00pm）、英語（日本語字幕と翻訳あり）で礼拝を行っている。
かつては日本バプテスト連盟に所属していたが、現在はハワイパシフィックバプテストコンベンションに属し、南部バプテスト連盟に所属している。

### 牧師
- 余沢 武（主任牧師）

## 歴史
- 1958年 - W.H. "Dub" Jackson, Jr. が創設

## 所在地
- 東京都渋谷区鉢山町9-2